# Alliance rouge et noire
L’Alliance rouge et noire (en albanais, Aleanca Kuq e Zi) est un parti politique nationaliste albanais, fondé en 2012. L’Alliance est créée par Kreshnik Spahiu, ancien chef du Haut Conseil de Justice d’Albanie. Le Parti prône l’intégration de tous les Albanais (Kosovo, Macédoine du Nord) au sein de la même nation. Ce parti est nostalgique de la Grande Albanie.